# Bal du Moulin de la Galette
Bal du Moulin de la Galette es una pintura al óleo realizada por Ramon Casas entre 1890 y 1891 y que actualmente se expone en el museo Cau Ferrat de Sitges, Barcelona, España.

## Contexto
El tercer periodo en el que Casas estuvo en París, que empezó en el invierno de 1890, una vez clausurada la primera exposición que, junto a Santiago Rusiñol y Enric Clarasó, celebró en la Sala Parés, y que prolongó hasta 1892, resultó muy fructífero, tanto por la cantidad como por la calidad de las obras que produjo. Buena prueba de ello es el hecho de que sólo en 1891 presentó tres obras en la Exposición de Bellas Artes de Barcelona, dos en la Exposición Internacional de Arte de Berlín, una en el Salón de Bellas Artes de París, ocho en el Salon des Indépendants de la misma ciudad, y veintiocho en la Segunda Exposición Rusiñol, Cases, Clarassó que se celebró en la Sala Parés en noviembre de ese mismo año. Entre estas pinturas, la mayoría hechas en París, figuraban tres de sus obras maestras: Plein air, Retrato de Erik Satie y Bal du Moulin de la Galette.
En 1900 se celebró en la Sala Parés una importante exposición individual de Casas, organizada por Miquel Utrillo, director del semanario Pel i Ploma y amigo personal del pintor, que reunió lo mejor del artista. Bal du Moulin de la Galette no sólo formó parte de la muestra, sino que ocupó el lugar más destacado en dicha exposición.

## Análisis de la obra
En cuanto al tema, es interesante constatar que así como Pierre-Auguste Renoir y Henri de Toulouse-Lautrec captaron en 1876 y 1889 respectivamente esta misma escena en un momento bullicioso, Casas optó en cambio, por dar una imagen triste y sórdida del lugar, captando una amplia panorámica de la sala en penumbra, con sólo dos figuras bailando y otras en un primer término en actitud indiferente. De alguna forma, con una paleta fría, monocromática y con el predominio del claroscuro, Casas optó en esta tela por una visión pesimista, más en la línea de las obras que en aquel tiempo pintaba su compañero Rusiñol.